# Genista holopetala
Genista holopetala là một loài thực vật có hoa trong họ Đậu. Loài này được (Koch) Bald. miêu tả khoa học đầu tiên.